# Erik Laxmann
Erik Gustavovich Laxmann (Savonlinna in Finland - toen deel van Zweden-, 27 juli 1737  – Tobolsk in West-Siberië, 6 januari 1796) was een Russisch predikant, hoogleraar economie, natuuronderzoeker, ontdekkingsreiziger en diplomaat van Fins-Zweedse afkomst in dienst van het keizerrijk Rusland. Hij werd bekend vanwege zijn studie aan de flora en fauna van Siberië en hij ondernam pogingen om diplomatieke betrekkingen te vestigen tussen Tokugawa Japan en het keizerrijk Rusland.

## Leven en werk
In 1757 begon Laxmann zijn opleiding aan de Universiteit van Turku (toen de Akademie van Åbo genaamd, inmiddels was Finland een autonoom deel van het keizerrijk Rusland). Daarna werd hij predikant in Sint-Petersburg in de Duits-lutherse gemeenschap. In 1764 werd hij predikant in  Kolyvan in West-Siberië. Van daaruit ondernam hij verschillende onderzoeksreizen naar Irkoetsk, het Baikalmeer en Kjachta aan de Chinese grens.
In 1768 koos hij definitief voor het doen van onderzoek en beëindigde zijn carrière als predikant. Hij verzamelde en beschreef specimens van dieren en planten uit Siberië en werd daardoor bekend in kringen van natuuronderzoekers. In 1770 werd hij benoemd tot hoogleraar scheikunde en economie in Sint-Petersburg en lid (later erelid) van de Russische Academie van Wetenschappen. In 1780 verhuisde hij naar Irkoetsk, waar hij een groot deel van de rest van zijn leven doorbracht. In 1782 stichtte hij een museum in Irkoetsk, dat waarschijnlijk het oudste museum van heel Siberië is.

## Diplomatiek contact met Japan
Tot 1793 was Nederland het enige Europese land dat via de handelsnederzetting in Nagasaki (eiland Kyushu) handelscontacten met Japan had. In 1789 ontmoette Laxmann Japanners die als schipbreukeling op de Aleoeten in Rusland waren verzeild. Hij bracht hen in contact met de Russische keizerin. Een speciale expeditie naar Japan, onder leiding van Laxmanns zoon Adam en een aantal van de Japanse schipbreukelingen, vertrok eind 1792 naar Nemuro (eiland Hokkaido). Zij kregen geen toegang tot hogere autoriteiten. De expeditieleden verbleven daar gedurende de winter in een zelf gebouwde nederzetting. Zij deden er onderzoek aan de flora en fauna en zij hadden daar contact met de lokale bevolking. Slechts drie van de Japanse  schipbreukelingen keerden uiteindelijk levend terug. Over dit verblijf bij Nemuro bestaan Japanse documenten. Later in 1793 kregen de Russen toestemming om gebruik te maken van de haven van Hakodate en een delegatie reisde vandaar over land naar Matsumae voor diplomatiek overleg met hoge ambtenaren uit de hoofdstad Edo (Tokio) over een handelsverdrag met Rusland. Het eindresultaat van het diplomatiek overleg was dat Rusland, naast Nederland en China, toestemming kreeg met hoogstens één schip de handelsnederzetting Dejima in Nagasaki aan te doen. Eind augustus 1793 voeren zij van Hakodate terug naar Rusland.

## Nalatenschap
Laxmann liet een groot oeuvre na, met vooral zijn resultaten aan flora en fauna van Siberië.
Als eerbetoon is het geslacht Laxmannia uit familie van de Asparagaceae naar hem vernoemd van de tuinplant Typha laxmannii uit het geslacht Typha (lisdodde). Verder is hij de soortauteur van de oostelijke roodstuitzwaluw (Cecropis daurica).
- Author citation (botany): Laxm.
- Gemeinsame Normdatei: 132105640
- International Standard Name Identifier: 0000 0000 5099 1851
- Library of Congress Control Number: no96001232
- Nationale Bibliotheek van Israël: 987007460503405171
- Nederlandse Thesaurus van Auteursnamen: 070634750
- LIBRIS: 302726
- Système universitaire de documentation: 24327470X
- Virtual International Authority File: 25754766
- WorldCat: E39PBJrrBxWgWkkbWmPgkMpF8C